# Quicken the Heart
Albums de Maxïmo Park
Our Earthly Pleasures
(2007) The National Health
(2012)
Singles
1. Wraithlike
Sortie : 24 mars 2009
2. The Kids Are Sick Again
Sortie : 4 mai 2009
3. Questing, Not Coasting
Sortie : 13 juillet 2009

Quicken the Heart est le troisième album du groupe britannique Maxïmo Park, sorti en 2009 sur le label Warp.

## Liste des chansons
| No  | Titre                                                 | Auteur                             | Durée |
| --- | ----------------------------------------------------- | ---------------------------------- | ----- |
| 1.  | Wraithlike                                            | Duncan Lloyd, Paul Smith           | 2:29  |
| 2.  | The Penultimate Clinch                                | Lloyd, Smith                       | 2:36  |
| 3.  | The Kids Are Sick Again                               | Lloyd, Smith, Lukas Wooller        | 3:04  |
| 4.  | A Cloud of Mystery                                    | Wooller, Smith                     | 3:01  |
| 5.  | Calm                                                  | Lloyd, Smith                       | 3:07  |
| 6.  | In Another World (You Would've Found Yourself by Now) | Lloyd, Smith                       | 2:59  |
| 7.  | Let's Get Clinical                                    | Smith, Wooller                     | 3:53  |
| 8.  | Roller Disco Dreams                                   | Smith, Lloyd                       | 3:25  |
| 9.  | Tanned                                                | Smith                              | 3:35  |
| 10. | Questing, Not Coasting                                | Lloyd, Smith                       | 3:41  |
| 11. | Overland, West of Suez                                | Archis Tiku, Wooller, Lloyd, Smith | 2:46  |
| 12. | I Haven't Seen Her in Ages                            | Smith, Lloyd                       | 3:00  |

| 13. | Lost Property | Lloyd, Smith | 3:11 |

| 13. | Tales of the Semi-Detached | 1:57 |